# Heinrich von Pack der Jüngere

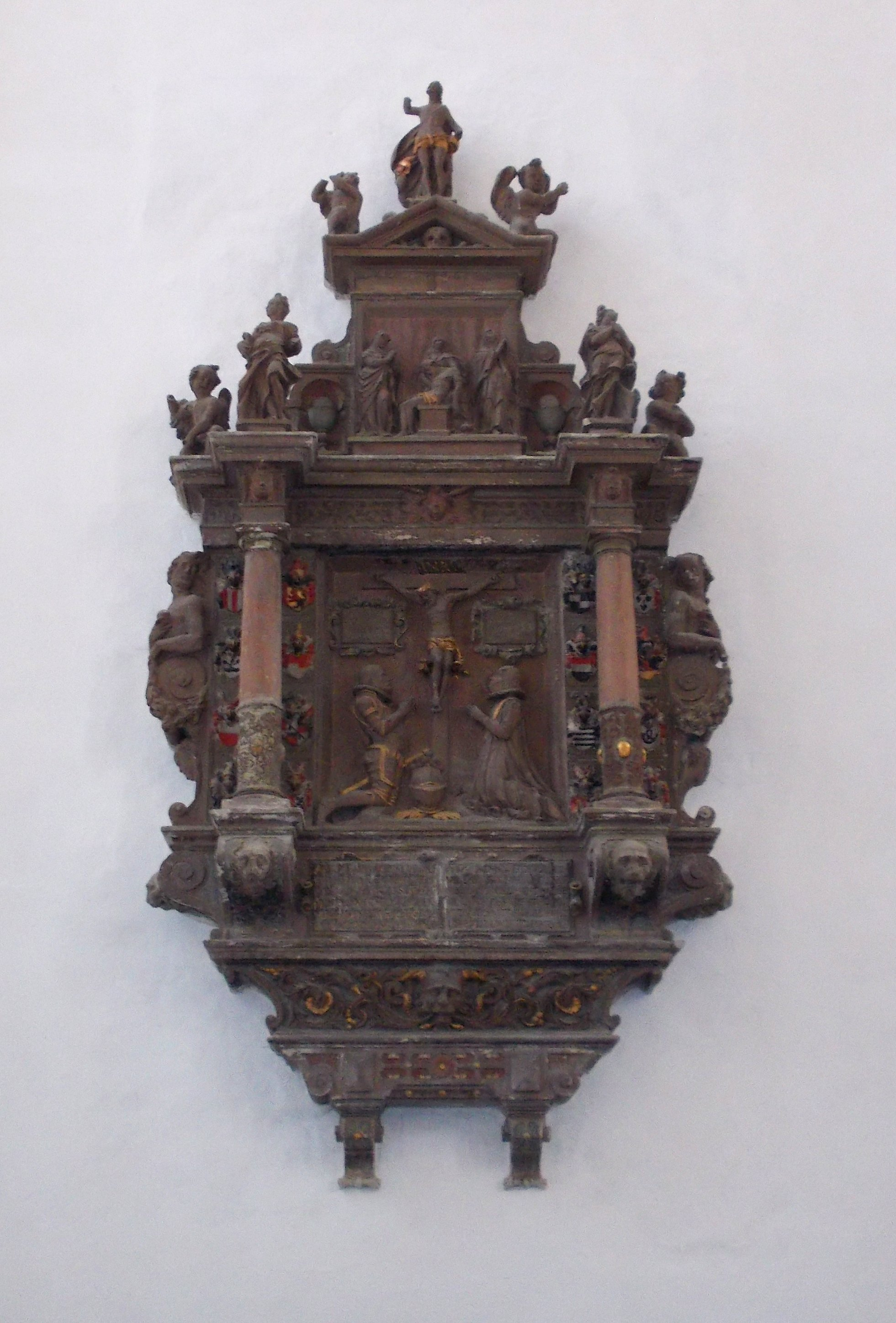
Epitaph des Heinrich von Pack in der Stadtkirche von Delitzsch

Heinrich von Pack der Jüngere (* 18. März 1553 in Sommerfeld, Kurfürstentum Brandenburg; † 1. Juni 1588 in Döbernitz) war ein sächsischer Rittergutsbesitzer, der durch sein Epitaph in der Stadtkirche von Delitzsch bekannt wurde.

## Leben
Er entstammte der Adelsfamilie von Pack und war der Sohn von Heinrich von Pack dem Älteren, Amtshauptmann zu Cottbus und Peitz. Diesem waren 1543 Schloss und Stadt Sommerfeld für seine Verdienste vom Kurfürsten von Brandenburg wiederkäuflich für 8.000 Joachimstaler überlassen worden. Dort wuchs Heinrich von Pack der Jüngere auf. Nachdem sein Vater bereits frühzeitig am 3. Juni 1554 in Cottbus verstorben war, übernahm er zunächst unter Vormundschaft die väterlichen Güter, wozu auch Döbernitz und das von seinem Vater kurz vor dem Tod von Otto von Spiegel erworbene Dorf und Vorwerk Beerendorf gehörten. Neben Sommerfeld hatte er in der Niederlausitz auch Papitz in Besitz.
1576 erließ Heinrich von Pack eine Polizeiordnung für Stadt und Herrschaft Sommerfeld.
Seine Beisetzung fand 1588 in der Stadtkirche von Delitzsch statt. Für ihn und seine Frau Sibylla von Pack geborene  Gleißenthal († 1615) schuf der Nachfolger von Andreas Walther III in Sandstein ein Epitaph, das an der Ostwand des nördlichen Seitenschiffs steht. Es zeigt im qualitätvoll gearbeiteten Hauptrelief die Verstorbenen im Gebet unter einem Kruzifix kniend mit seitlichen Wangen, aus denen die Halbfiguren Adams und Evas herauswachsen. Im Aufsatz über dem Gebälk ist die Beweinung Christi im Hochrelief dargestellt, die von einem Dreieckgiebel mit dem Salvator mundi und zwei Putten bekrönt wird, flankiert von zwei Tugendpersonifikationen und zwei sitzenden Putten.